# Meeresstil
Als Meeresstil wird ein Vasenmalereistil in der minoischen Kunst bezeichnet, der typisch für die Neupalastzeit (genauer: Spätminoikum I B, 1500 v. Chr. bis 1450 v. Chr.) der bronzezeitlichen Hochkultur Kretas ist.
Charakteristikum des Meeresstils ist eine dichte Bemalung mit relativ realistisch dargestellten wirbellosen Meerestieren, vor allem mit Papierbooten (‚Nautilus‘) und Oktopussen sowie Tritonschnecken, Seesternen, Korallen und Schwämmen. Die Motive sind dabei mit einer einzelnen dunklen Farbe auf hellen Grund aufgetragen.
Bei Keramikgegenständen mit Bemalungen im Meeresstil handelt es sich oft um sehr hochwertige Gefäße (Wasser- und Weinkrüge o. ä.). Diese finden sich insbesondere an Orten, die als Palastanlagen oder Kultstätten identifiziert wurden, häufig vergesellschaftet mit anderen Kultgegenständen wie Doppeläxten und Kulthörnern. Seltener werden sie in Gräbern aufgefunden. Gefäße mit Meeresstildekor könnten daher eine gewisse kultische Funktion innegehabt haben. Ein regelrechter Meereskult ist hingegen nicht nachgewiesen. Allenfalls spiegelt dieser Stil die besondere Bedeutung des Meeres und der marinen Fauna, nicht zuletzt als Nahrungsquelle, für die Minoer wider. Warum er gerade in der Neupalastzeit aufkam, ist hingegen unklar. Ein Zusammenhang mit der Thera-Katastrophe ist zumindest vorstellbar. Funde von Keramik in typischem Meeresstil sind nicht auf Kreta beschränkt, sondern wurden auch in Lokalitäten auf verschiedenen Kykladeninseln und auf dem griechischen Festland gemacht, wo sie wahrscheinlich seinerzeit importiert wurden.

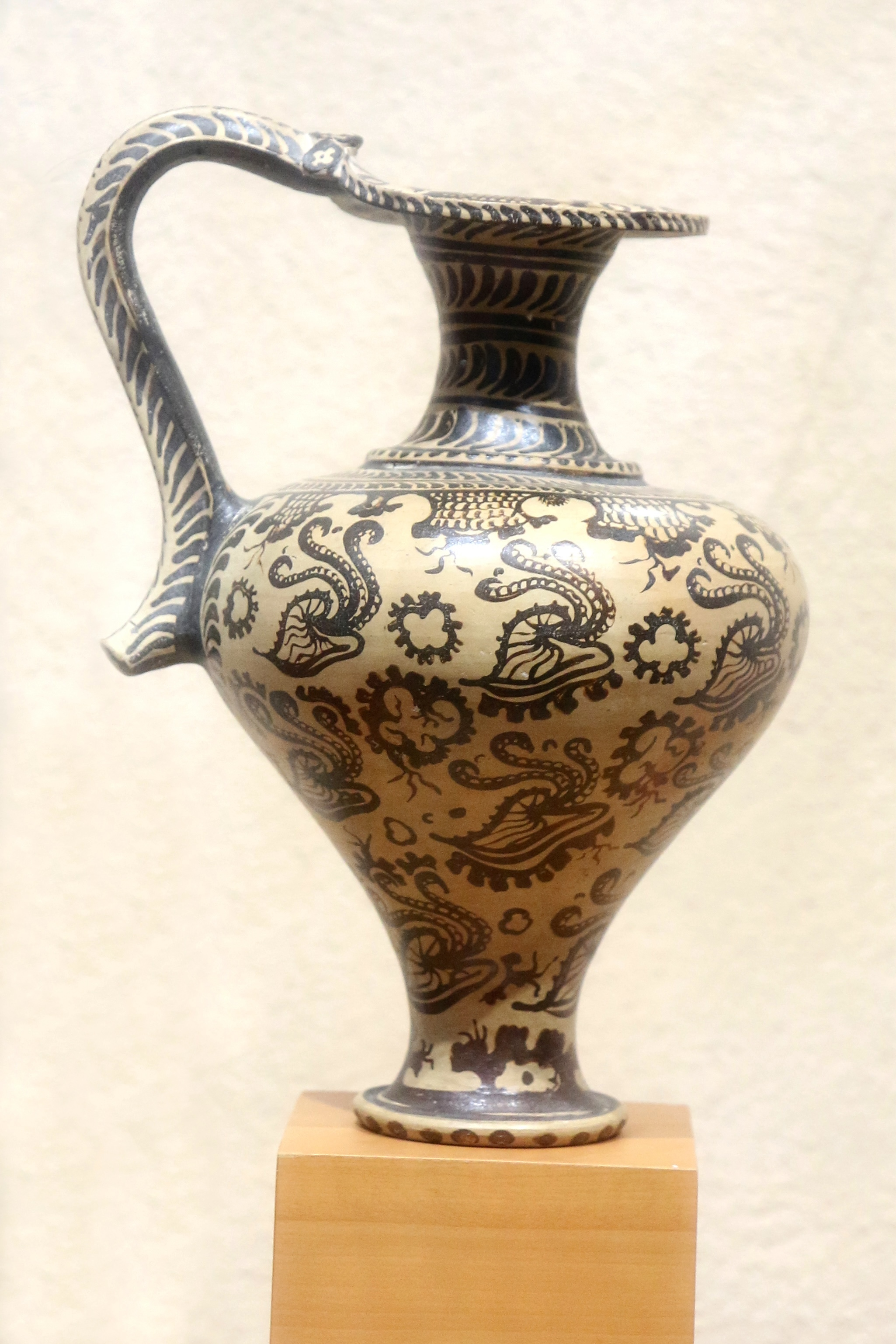
Kanne mit u. a. Papierbooten, um 1500 v. Chr.
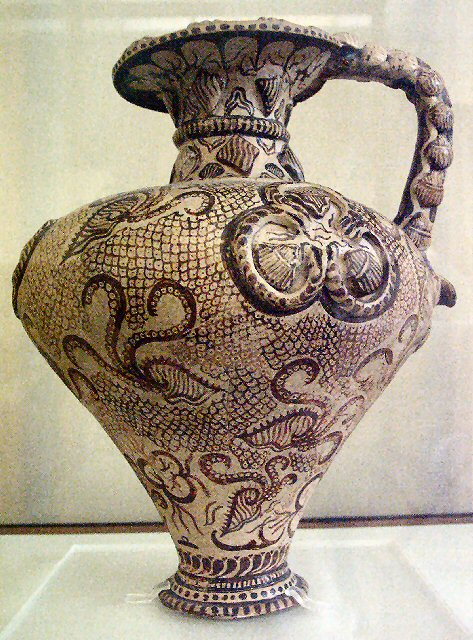
„Krug von Poros“, ein besonders aufwändig gearbeitetes Stück
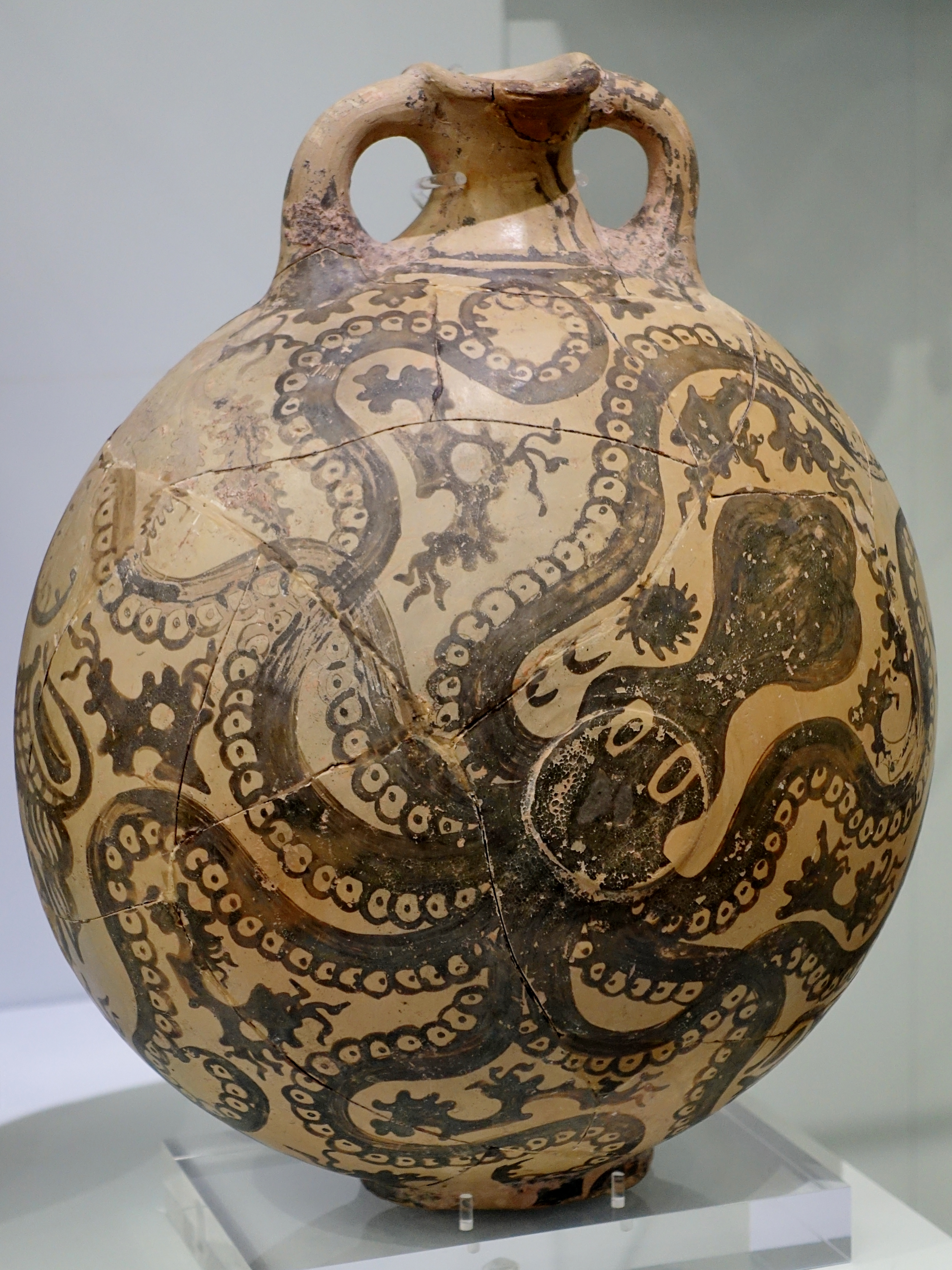
Henkelflasche mit Oktopus als Hauptmotiv
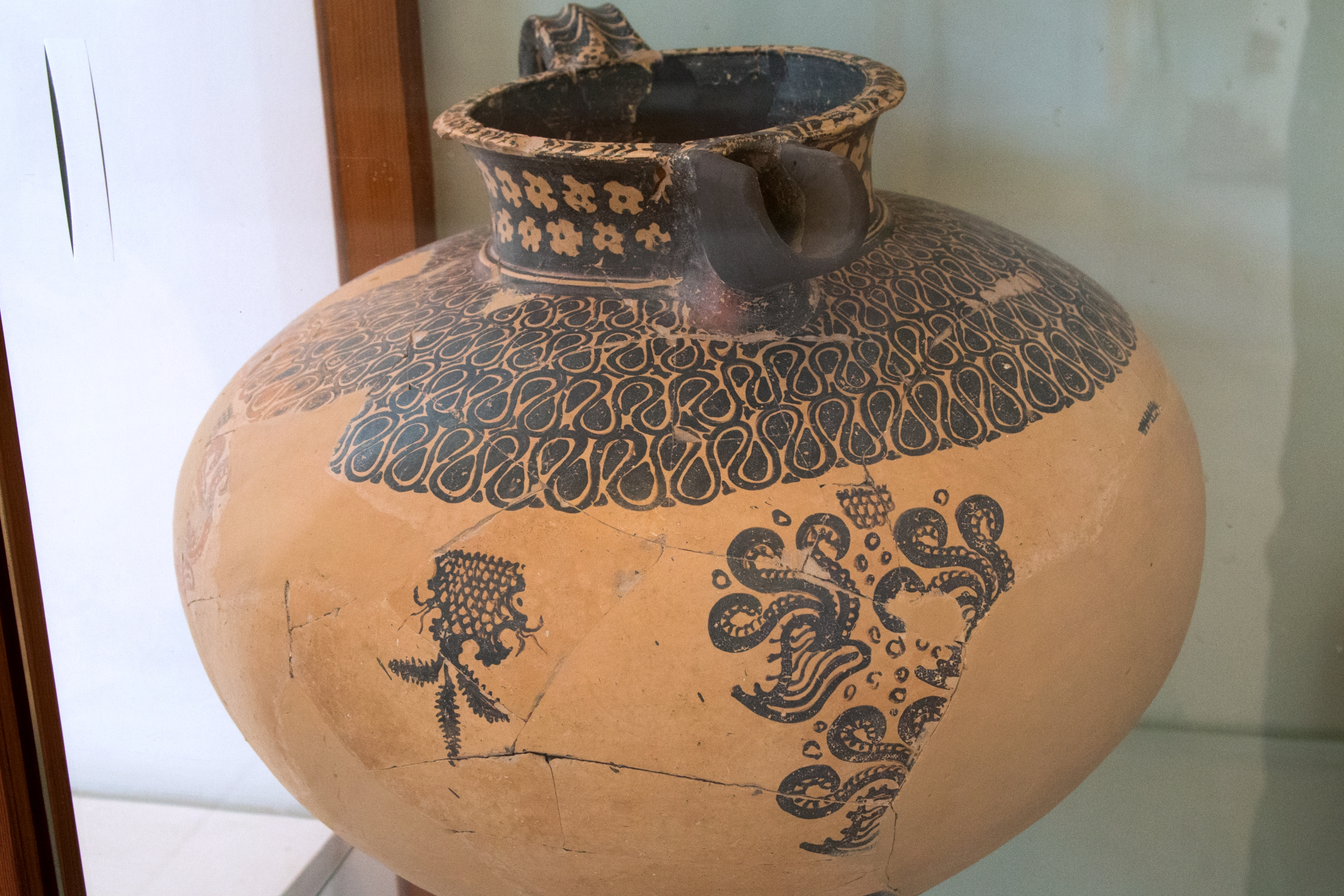
Krug mit u. a. Papierbooten, minoische Exportware aus Phylakopi
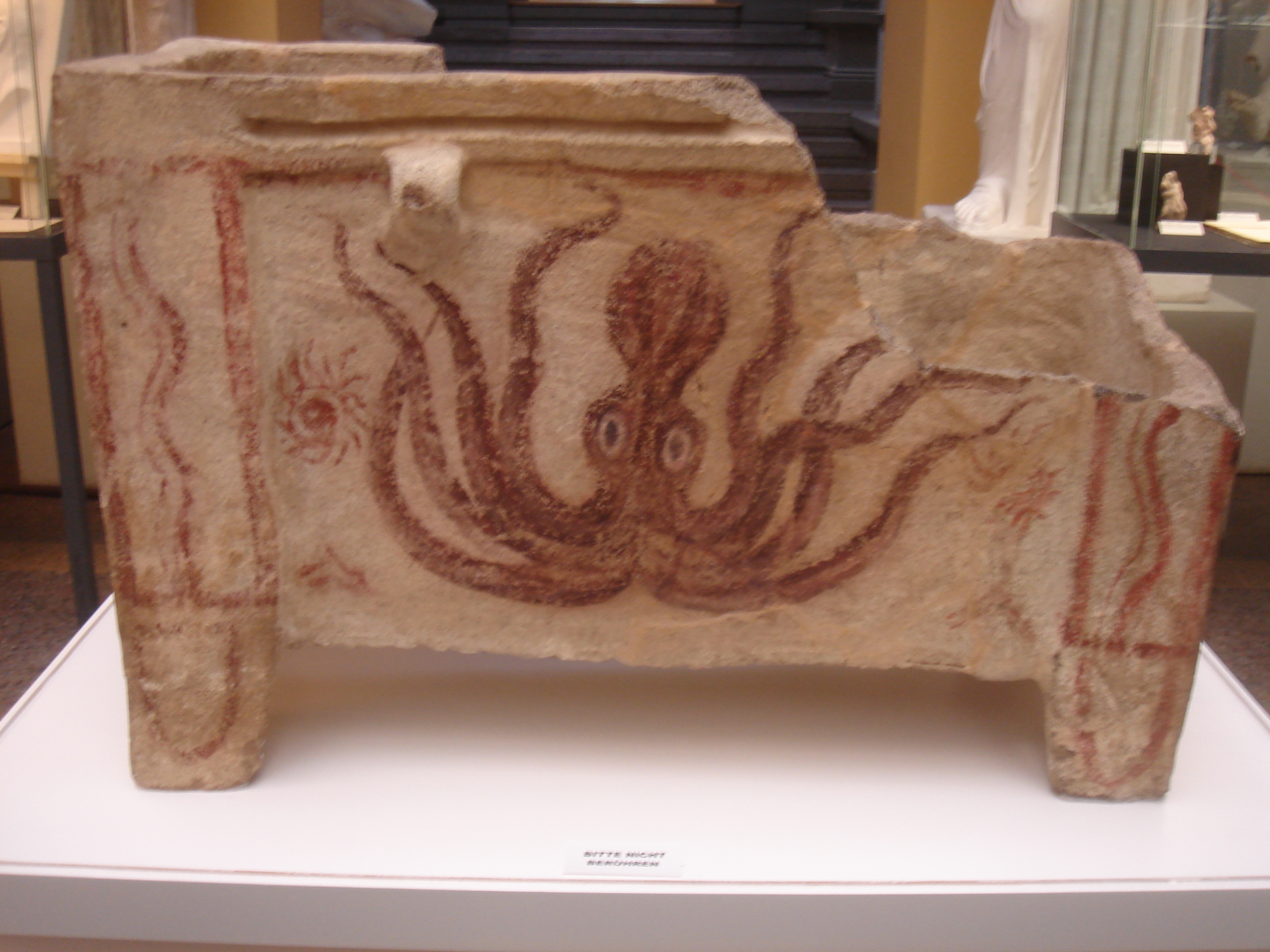
Larnax mit Oktopus